# Baron de Poli
Pour les articles homonymes, voir Poli.
Frédéric, baron de Poli (né en 1770 à Guntersblum) est un contre-révolutionnaire français.
Correspondant du comte Louis-Alexandre de Launay et membre du réseau royaliste « la Manufacture », il est arrêté le 30 janvier 1797 en même temps qu'André-Charles Brotier, Thomas Duverne de Presle et Charles Honoré Berthelot de La Villeheurnois. Condamné à cinq ans de prison, il est libéré prématurément et sombre ensuite dans un complet anonymat. 